# He-Man i Gospodari svemira
He-Man i Gospodari svemira (eng. He-Man and the Masters of the Universe), američka televizijska animirana serija koju je producirao Filmation na temelju Mattelove linije igračaka Gospodari svemira. Radnja prati sukob između sila dobra, poznatih kao Gospodari svemira, predvođenih nepobjedivim junakom He-Manom, neustrašivim ratnikom goleme moći i sila zla, predvođenih gospodarom uništenja Skeletorom, kojemu je glavni cilj osvojiti dvorac Sive Lubanje i preuzeti vlast nad čitavim planetom Eternijom.
Animirana TV serija prikazivala se između 1983. i 1985. godine i postigla je veliki uspjeh. Pred kraj snimanja serija, realiziran je dugometražni animiran film He-Man i She-Ra: Tajna mača, koji je bio uvod u spin-off serijala She-Ra. Usporedo s uspjehom serijala, uspjeh je doživjela i prodaja Mattelovih akcijskih figura.
Kasnije je franšiza obuhvatila čitav niz mini stripova i stripova, kao i dugometražni film Gospodari svemira (1987.), a iznjedrila je i nove animirane serije, kao što su Nove pustolovine He-Mana (1989. – 1991.), He-Man i Gospodari svemira (2002.) te dvije Netflixove serije, Gospodari svemira: Otkriće i He-Man i Gospodari svemira, obje iz 2021. godine.

## Radnja
Radnja se odvija na planetu Eternije na kojoj život oblikuje spoj magije i visoke tehnologije. Mir na tom svijetu održava princ Adam, sin kralja Randora i kraljice Marlene, koji posjeduje Mač Moći pomoću kojeg se može pretvoriti u moćnog superjunaka He-Mana, zaštitnika Eternije i tajni dvorca Sive Lubanje. Njegovu tajnu znaju samo Čarobnica (Sorceress), vladarica dvorca Sive Lubanje te Čovjek-oružje (Man-At-arms), zapovjednik kraljevske straže, Orko (Orco), maleni trol i čarobnjak te strašljivi tigar Straško (Cringer).
He-Man štiti dvorac Sive Lubanje i cijelu Eterniju od zlog gospodara uništenja Skeletora i njegovih zlih ratnika. Glavni cilj Skeletora je osvojiti dvorac Sive Lubanje, izvora He-Manove moći i otkriti te uzeti njegove tajne, uz pomoć kojih bi mogao ovladati čitavom Eternijom. He-Manu u obrani Eternije od sila zla pomažu Herojski ratnici, među kojima se, osim Man-at-Armsa, ističu Teela, Stratos i Ram Man.

## Glavni likovi
U Hrvatskoj je animiranu seriju prikazivala tadašnja Televizija Zagreb, a emitiranje je započelo 1989. godine.
| - He-Man/Princ Adam – Ranko Tihomirović i Duško Valentić - Orko – Slavko Brankov - Čovjek Oružje/Duncan – Žarko Savić - Borbeni Mačak/Straško – Damir Mejovšek - Teela – Biserka Fatur - Čarobnica – Marina Nemet - Skeletor – Slobodan Milovanović - Kralj Randor – Dževad Alibegović - Stratos – Damir Mejovšek - Kraljica Marlena – M. Singer - Čelična ruka (Čelični) – Ivo Rogulja - Vodenjak – Ivo Rogulja - Rama – Žarko Savić - Zla Lyn – Ana Maria Fabris - Čovjek Zvijer – Žarko Potočnjak - Amiga – Ivo Rogulja - Jakoruki – Žarko Potočnjak - Kraljica Elmora – Ana Maria Fabris - Vodič robova (ep. "Začarana Kraljica Fantosa") – Žarko Potočnjak - Kralj Helios – Zoran Gogić - Seljak (ep. "Prokletstvo Čarobnog kamena") – Dževad Alibegović - Ollo – Damir Mejovšek - Zilora – M. Singer - Tri-Klops – Zoran Gogić - Zmijoliki – Ivo Rogulja | - Zli Duh iz pakla (ep. "Čarobnjak s Kamene planine") – Ivo Rogulja - Lokus – Žarko Potočnjak - Karin – Marina Nemet - Malek – Zoran Gogić - Tauron – Damir Mejovšek - Orkov ujak Čarko – Ivo Rogulja - Danavas – Ivo Rogulja - Ananda – Zoran Gogić - Kraljica Sumana – M. Singer - Sumanina sluga #1 – Ana Maria Fabris - Sumanina sluga #2 – Marina Nemet - Radnica u talionici (ep. "Neprilike u Arkadiji") – Ana Maria Fabris - Tik i Tok – Ivo Rogulja - Zalt – Slobodan Milovanovic - Bijelobradi – Slobodan Milovanović - Gmizavac iz Voden-grada – Ivo Rogulja - Princeza Nami – Marina Nemet - Mitro – Žarko Potočnjak - Učitelj – Damir Mejovšek - Duh planine (ep. "Protuotrov") – Damir Mejovšek - Duhica planine (ep. "Protuotrov") – Biserka Fatur - Jurko – Nevenka Filipović - Darka – Marina Nemet - Dingos (ep. "Rog zla") – Slobodan Milovanović - Čuvar Roga zla – Žarko Savić |

## Nepotpun popis epizoda
Slijedi nepotpuna tablica epizoda koje su prikazane:
| Naslov                      | Izvorni naslov              | Datum prikazivanja na TVZ | Primjedbe                       |
| --------------------------- | --------------------------- | ------------------------- | ------------------------------- |
| Začarana kraljica Fantosa   | She-Demon of Phantos        |                           |                                 |
| Prokletstvo čarobnog kamena | The Curse of the Spellstone |                           |                                 |
| Vremenski prolaz            | The Time Corridor           |                           | Narator izgovara u najavi bez j |
| Nepobijediva vojska         | Like Father, Like Daughter  |                           |                                 |
| Probuđeni kolos             | Colossor Awakes             |                           |                                 |
| Čarobnjak s Kamene planine  | Wizard of Stone Mountain    |                           |                                 |
| Orkov najdraži ujak         | Orko's Favorite Uncle       |                           |                                 |
| Dolina čuda                 | Valley of Power             |                           |                                 |
| Neprilike u Arkadiji        | Trouble in Arcadia          |                           |                                 |
| Orko je izgubio moć         | Orko's Missing Magic        |                           |                                 |
| Grad ispod mora             | City Beneath the Sea        |                           |                                 |
| Rog zla                     | Dree Elle's Return          |                           |                                 |
| Protuotrov                  | The Remedy                  |                           |                                 |

## Posebni program
Poslije završetka prikazivanja serijala 1985. godine, Filmation je objavio još dva dugometražna animirana filma. Prvi je bio He-Man i She-Ra: Tajna mača, koji je označio početak prikazivanja novog animiranog serijala She-Ra: Princeza moći, a drugi He-Man i She-Ra: Božićno izdanje.

## Vanjske poveznice
- He-Man i Gospodari svemira (1983.) – IMDb (engl.)